# Affaire Fantômas
 (décembre 2016).
Améliorez-le ou discutez des points à vérifier. 
Pour les articles homonymes, voir Fantômas (homonymie).
L’affaire Fantômas est une affaire d’espionnage militaire et industriel qui éclate en France en juin 1932. Impliquant les services de renseignement de l'Union des républiques socialistes soviétiques et le Parti communiste français, elle met en évidence des liens entre les services de l'URSS et la mouvance communiste. Elle est parfois aussi appelée l’affaire des rabcors (du russe rabotniki correspondenti / correspondants ouvriers).

## Chronologie
Dès le début des années 1920, des activités d’espionnage soviétiques, menées avec l’aide de membres du Parti communiste français, sont repérées en France par le contre-espionnage français. Éclatent alors plusieurs affaires compromettant directement le Parti communiste français et qui aboutissent à la fuite de 2 responsables communistes (Joseph Tommasi et Jean Cremet) en URSS.
Fin 1928 se développe le système des rabcors : 2 000 militants envoient pour publication des courriers réguliers au journal L'Humanité pour rendre compte de la situation, tant politique que technologico-industrielle, dans les usines accusées de préparatifs de guerre anti-soviétique ainsi qu’au sein du ministère de la Guerre.
Probablement dès 1930, à l’instigation du RAZVEDOUPR (Service de renseignement de l’Armée rouge), l’activité des rabcors est détournée à des fins d’espionnage. Ayant réussi à retourner un journaliste de L'Humanité, André Réquier, le contre-espionnage français parvient à se forger une vue d’ensemble du réseau qui implique Jacques Duclos, membre du bureau politique du PCF et se déploie sous la direction d’un chef dont le pseudonyme est Fantômas. Court-circuitant de plus en plus L'Humanité, le système bénéficie d’un financement important de la part de Moscou.
Dans le contexte de l’échec du vol d’un nouveau modèle de fusil automatique dans une usine de Châtellerault, 8 personnes, dont Fantômas (de son vrai nom Izaja Bir, Polonais établi en France depuis 1925), sont arrêtées fin juin 1932.
L’affaire débouche sur six condamnations légères, tout en marquant les esprits de l’époque comme un magistral succès du contre-espionnage français et en raison de l’implication de dignitaires du PCF.

## Postérité
L'affaire a un grand retentissement dans les milieux liés à la sûreté nationale et à la sécurité du territoire. Elle met en évidence les liens qui lient certains communistes français avec les services d'espionnage soviétiques.
L’historien Georges Vidal avance pour sa part que le contre-espionnage français, peu doté en hommes et en moyens, a surtout vu sa faiblesse révélée en interne par cette affaire. Cela aboutira à un renforcement progressif des moyens alloués à son principal organe, la SCR (Section de centralisation du renseignement) durant les années 1930.
L’affaire Fantômas constitue aussi l’ultime borne de l’engagement du Parti communiste français dans l’internationalisme prolétarien. Ébranlé par l’affaire, le PCF se recentra peu à peu sur le plan national et pressera Moscou de ne plus le forcer à mêler militantisme politique et action de renseignement. De fait, au vu de la difficulté à recruter sur place des agents fiables, les services de renseignement soviétiques en France se professionnaliseront et deviendront moins vulnérables.